# Климат Индианы

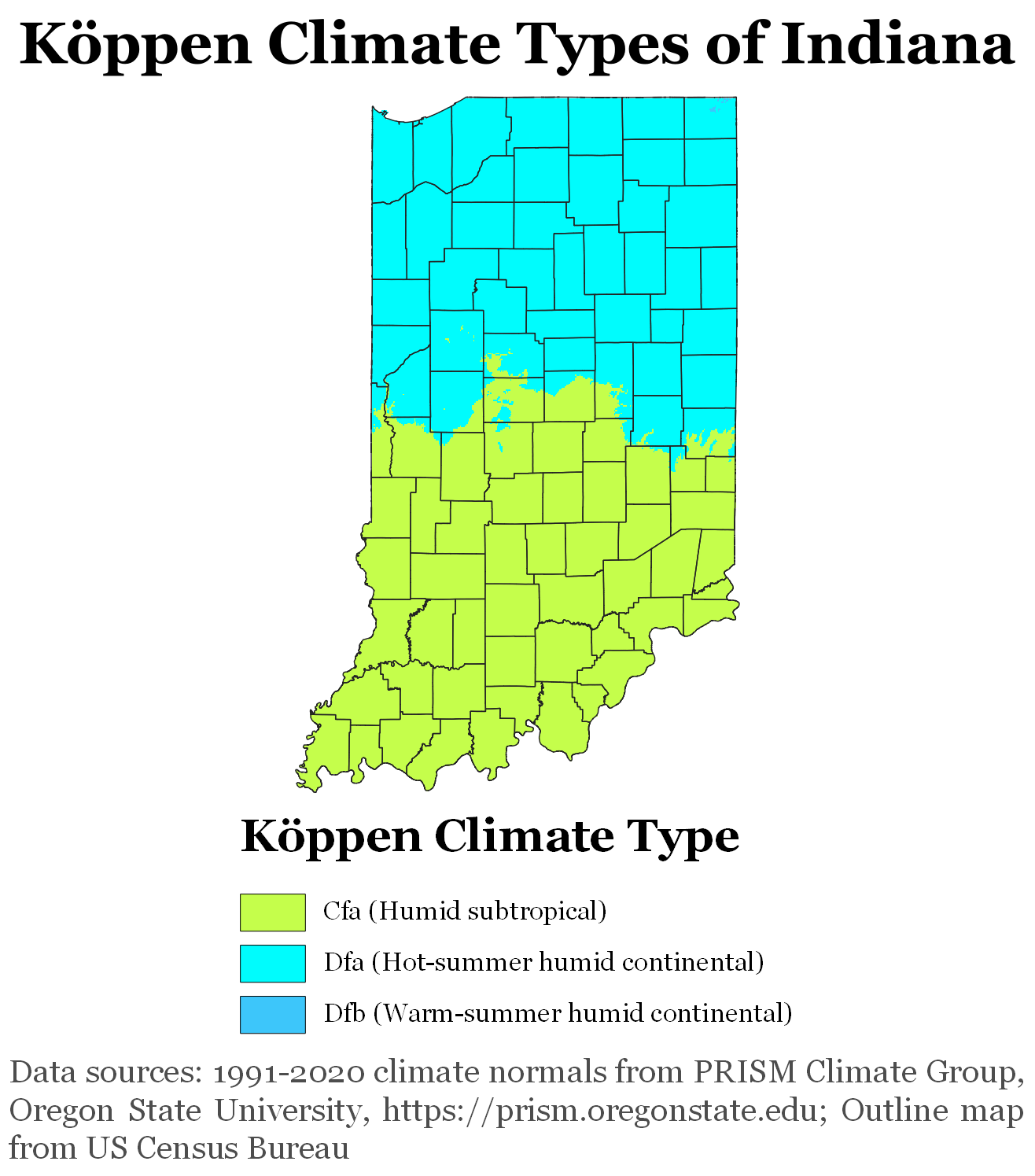
Климатическая карта штата Индиана по классификации Кёппена

В прошлом почти вся Индиана имела влажный континентальный климат (обозначается по системе классификации климатов Кёппена аббревиатурой «Dfa») с холодной зимой и жарким, влажным летом; только крайняя южная часть штата находилась во влажном субтропическом климате («Cfa»), который получает больше осадков, чем другие части Индианы. Но по обновлению 2016 года около половины штата теперь находится во влажном субтропическом климате.
Температуры, как правило, расходятся между северными и южными частями штата. В середине зимы средние высокие/низкие температуры колеблются от примерно 30 °F/15 °F (−1 °C/−10 °C) на крайнем севере до 41 °F/24 °F (5 °C/−4 °C) на крайнем юге.
В середине лета в штате Индиана, как правило, наблюдается немного меньше колебаний, так как средние высокие/низкие температуры колеблются от около 84 °F/64 °F (29 °C/18 °C) на крайнем севере до 90 °F/69 °F (32 °C/21 °C) на крайнем юге. Рекордно высокая температура в Индиане 116 °F (47 °C), была установлена 14 июля 1936 года в Колледжвилле. Рекордно низкая температура −38 °C была зафиксирована 19 января 1994 года в Нью-Уайтленде. Вегетационный период обычно длится от 155 дней на севере до 185 дней на юге.
Хотя в Индиане иногда случаются засухи, общее количество осадков распределяется относительно равномерно в течение года. Общее количество осадков колеблется от 35 дюймов (89 см) около озера Мичиган на северо-западе Индианы до 45 дюймов (110 см) вдоль реки Огайо на юге, в то время как среднее значение по штату составляет 40 дюймов (100 см). Годовое количество снега в Индиане сильно различается по всему штату, от 80 дюймов (200 см) на северо-западе вдоль озера Мичиган до 14 дюймов (36 см) на крайнем юге. Снег, вызванный эффектом озера, составляет примерно половину снегопадов на северо-западе и севере центральной Индианы из-за воздействия влажности и относительного тепла озера Мичиган с наветренной стороны. Средняя скорость ветра составляет 8 миль в час (13 км/ч).
В отчете 2012 года Индиана заняла восьмое место в списке 20 штатов, наиболее подверженных торнадо, на основе данных Национальной метеорологической службы США с 1950 по 2011 год. В отчете 2011 года Саут-Бенд занял 15-е место среди 20 городов США, наиболее подверженных торнадо, а в другом отчете 2011 года Индианаполис занял восьмое место. Несмотря на это Индиана не включена в Аллею торнадо.
| Среднее количество осадков в Индиане |      |      |      |      |      |      |      |      |      |      |      |       |
| Jan                                  | Feb  | Mar  | Apr  | May  | Jun  | Jul  | Aug  | Sep  | Oct  | Nov  | Dec  | Annum |
| 2.48                                 | 2.27 | 3.36 | 3.89 | 4.46 | 4.19 | 4.22 | 3.91 | 3.12 | 3.02 | 3.44 | 3.13 | 41.49 |

| Location     | July (°F) | July (°C) | January (°F) | January (°C) |
| ------------ | --------- | --------- | ------------ | ------------ |
| Индианаполис | 85/66     | 29/19     | 35/20        | 2/−6         |
| Форт-Уэйн    | 84/62     | 29/17     | 32/17        | 0/−8         |
| Эвансвилл    | 88/67     | 31/19     | 41/24        | 5/−4         |
| Саут-Бенд    | 83/63     | 28/17     | 32/18        | 0/−8         |
| Блумингтон   | 87/65     | 30/18     | 39/21        | 4/−6         |
| Лафейетт     | 84/62     | 29/17     | 31/14        | 0/−10        |
| Манси        | 85/64     | 29/18     | 34/19        | 1/−7         |